# 長靴をはいた猫 (バンド)
長靴をはいた猫（英語: PussinBoots）は、日本のロックバンド。2017年3月に東京都で結成された。
バンドのテーマは「上手く泣けなかったあなたに、青い小さな花束を。」である。

## メンバー
- 鶴（つる、1996年10月25日 - ）

　　ボーカル、ギター、楽曲の作詞・作曲を担当。
- 安藤啓太（1996年9月16日 - ）

　　ベース、一部ミュージックビデオの監督を担当。
- イノウエケンイチ（1994年5月11日 - ）

　　ドラムス、リーダー、一部楽曲の作曲を担当。

## 来歴
2017年
- 鶴とイノウエケンイチを中心に2017年3月に結成。メンバーは全員同じ大学の軽音楽サークル出身[1]。
- 9月29日、「勿忘草」のミュージックビデオをYouTubeに公開。
- 10月6日、1st.EP『藍微塵の花言葉』をライブ会場限定で発売。
- 12月26日、1st.EP『藍微塵の花言葉』がTOWER RECORDS、ヴィレッジ・ヴァンガード一部店舗にてリリースされる[2]。

2018年
- 3月30日、RO JACK for ROCK IN JAPAN FESTIVAL 2018 2月入賞アーティストに選出される[3]。
- 6月16日、2nd.EP『仄明かりに溺れる』をライブ会場限定で発売。TOWER RECORDS一部店舗にてリリースされる[4]。
- 6月30日、代々木公園で開催される野外フェス「earth garden"夏" 2018」SPROUT STAGEに出演[5]。
- 7月7日、RO JACK for ROCK IN JAPAN FESTIVAL 2018 優勝アーティストに選出される[6]。
- 7月14日、「JAPAN'S NEXT 渋谷JACK 2018 SUMMER」出演。
- 7月16日 、「水槽」のミュージックビデオをYouTubeに公開。
- 8月5日、「ROCK IN JAPAN FESTIVAL 2018」BUZZ STAGE出演[7]。
- 9月22日、Gt.ヤナギの脱退を発表。
- 11月17日、「cat(鶴 from長靴をはいた猫)」のミュージックビデオをYouTubeに公開。

2019年
- 2月28日、「3.14(鶴 from長靴をはいた猫)」のミュージックビデオをYouTubeに公開。
- 5月11日、自主企画ライブ「透明な軌道の上から」を下北沢ReGにて開催[8]。
- 6月2日、「SAKAE SP-RING 2019」出演[9]。
- 10月28日、「earth garden"秋 2019」SPROUT STAGEに出演。
- 11月15日、初の全国流通盤となる1st.Mini Album『慟哭する夜の底で』のリリースを発表。参加アーティストに下鶴光康(Utopia League / ヨルシカ)、ボカロPカンザキイオリを迎えた作品であることが明らかになる[10]。
- 11月22日、「序章」のミュージックビデオをYouTubeに公開。
- 12月11日、1st.Mini Album『慟哭する夜の底で』を全国リリース。初の東名阪広ツアーを発表。「泪の街」のミュージックビデオをYouTubeに公開。
- 12月20日、テレビ東京放映の音楽番組「音流〜ONRYU〜」内で「泪の街」のミュージックビデオがオンエアされる。

2020年
- 1月30日、ROCKIN'ON JAPANにインタビュー記事が掲載される。
- 2月1日、MASH HUNT 1月度通過アーティスト「MASH PUSH!」に選出される[11]。
- 3月14日、「HAPPY JACK 2020」開催中止を受けて初の無観客配信ライブを開催。
- 3月15日、MASH HUNT リスナー投票1位通過。MASH HUNT LIVE Vol.2出演が決定[11]。
- 3月28日、『慟哭する夜の底で』ツアーファイナル延期を受けて無観客配信ライブを下北沢近松にて開催。
- 4月1日、「天満月」のミュージックビデオをYouTubeに公開。
- 4月25日、カンザキイオリの楽曲「願い歌」にイノウエケンイチがドラムで参加。
- 8月7日、MASH HUNT LIVE Vol.2 ベストアーティストに選出される[12]。
- 9月2日、エフエム岡崎の番組「FUN!GUN!MUSIC♪」にイノウエケンイチが電話出演。
- 9月9日、株式会社TMCのドラムスティックメーカー「Los Cabos Drumsticks」とイノウエケンイチがエンドースメント契約を締結[13]。
- 9月11日、鶴のソロプロジェクト『つるじぇくと』が始動[14]。
- 9月18日、カンザキイオリの楽曲「あの夏が飽和する。2020ver.」にイノウエケンイチがドラムで参加。
- 9月30日、鶴のソロプロジェクト『つるじぇくと』より「熱帯夜」のミュージックビデオをYouTubeに公開。シナリオアートVo.&Gt.ハヤシコウスケ、Swimy,Vo.&Gt.Takumiらを迎えた作品であることが明らかになる。
- 12月2日、『つるじぇくと』より「cat」のミュージックビデオをYouTubeに公開。同時に各種サブスクリプションサービスにて配信開始。

2021年
- 12月17日、X（旧Twitter）にて解散を発表。

## 作品

### つるじぇくと
|     | 発売日         | タイトル | 規格品番     |
| --- | -------------- | -------- | ------------ |
| 1st | 2020年10月14日 | 熱帯夜   | デジタル配信 |
| 2nd | 2020年12月2日  | cat      | デジタル配信 |

## ミュージックビデオ

### 長靴をはいた猫
| 監督        | タイトル   |
| ----------- | ---------- |
| 安藤啓太    | 「勿忘草」 |
| 安藤啓太    | 「水槽」   |
| 鶴          | 「泪の街」 |
| 内野優輝    | 「序章」   |
| アフガンRAY | 「天満月」 |

### つるじぇくと
| 監督 | タイトル                        |
| ---- | ------------------------------- |
| 鶴   | 「cat(鶴 from長靴をはいた猫)」  |
| 鶴   | 「3.14(鶴 from長靴をはいた猫)」 |
| 鶴   | 「熱帯夜」                      |
| 鶴   | 「cat」                         |